# Fonimagoodhoo
Fonimagoodhoo ist eine Insel der Malediven im Nordosten des Süd-Maalhosmadulu-Atolls (Verwaltungsatoll Baa). 
Die Insel liegt 120 km nordwestlich der Hauptstadt Malé und lässt sich in einem 35-minütigen Flug mit dem Wasserflugzeug erreichen.  Die Insel ist halbmondförmig und hat eine dschungelartige Vegetation.

## Tourismus
Auf der 600 × 200 m großen Insel befindet sich das im November 1998 eröffnete Reethi Beach Resort. Das Resort verfügt über drei verschiedene Kategorien von Bungalows. Die Tauchschule Sea Explorer befand sich früher auf der Insel.